# Лёвушкин, Василий Николаевич
Василий Николаевич Лёвушкин (14 июня 1922, Ясная Поляна, Омская губерния — 13 ноября 1984, Зиново) — старший сержант Рабоче-крестьянской Красной Армии, участник Великой Отечественной войны, Герой Советского Союза (1945).

## Биография
Василий Лёвушкин родился 14 июня 1922 года в деревне Ясная Поляна. После окончания семи классов школы работал трактористом в колхозе. В сентябре 1941 года Лёвушкин был призван на службу в Рабоче-крестьянскую Красную Армию. С января 1942 года — на фронтах Великой Отечественной войны. К сентябрю 1944 года гвардии старший сержант Василий Лёвушкин командовал отделением автоматчиков 13-й гвардейской танковой бригады 4-го гвардейского танкового корпуса 38-й армии 1-го Украинского фронта. Отличился во время освобождения Польши.
17 сентября 1944 года отделение Лёвушкина успешно преодолело перевал в Карпатах и захватила мост через реку Вислок к юго-востоку от польского города Кросно, после чего три часа удерживало его до подхода основных сил.
Указом Президиума Верховного Совета СССР от 10 апреля 1945 года гвардии старший сержант Василий Лёвушкин был удостоен высокого звания Героя Советского Союза с вручением ордена Ленина и медали «Золотая Звезда».
После окончания войны Лёвушкин был демобилизован. Первоначально проживал в Ясной Поляне, где работал трактористом, в 1950 году переехал в деревню Зиново Ялуторовского района Тюменской области. Скончался 13 ноября 1984 года.
Был также награждён орденом Славы 3-й степени и рядом медалей.